# أيرين ليثم
أيرين ليثم (بالإنجليزية: Irene Latham)‏ (26 فبراير 1971)؛ روائية أمريكية. درست في جامعة ألاباما.